# Кафедральний собор в Мехіко
Кафедральний Собор Успіння Пресвятої Богородиці (ісп. Catedral Metropolitana de la Asunción de María) — католицький храм у столиці Мексиканських сполучених штатів місті Мехіко. Один з найбільших і найдавніших соборів в Латинській Америці, кафедра католицького архієпископа Мехіко. Розташований на вершині пагорба в центрі Мехіко — на північній стороні площі Конституції. До собору приєднується скинія, що має баптистерій і слугує для реєстрації відвідувачів. Разом з Національним Палацом собор утворює величний ансамбль центральної площі мексиканської столиці.

## Історія
Після іспанського завоювання столиці імперії ацтеків Теночтітлана, конкістадори зруйнували храм бога війни Уїцилопочтлі. З каменів зруйнованого ацтекського святилища і на тому ж самому місці було вирішено побудувати християнську церкву. Будівництво тринавної церкви — престолу першого єпископа Нового Світу Хуана де Сумаррага — відбувалося з 1524 по 1532 рік під керівництвом архітектора Мартіна де Сепульведа. Перший камінь у фундамент собору заклав особисто Ернан Кортес. Однак перша церква простояла лише півстоліття — скоро її розміри перестали відповідати важливості столиці Нової Іспанії. На місці першої церкви нині знаходиться північно-східна частина сучасного собору.
Вже у 1544 році король Іспанії Філіп II вирішив створити для архієпископа Нової Іспанії новий, величніший собор, покликаний символізувати остаточне затвердження іспанської корони в Новому Світі. Будівництво храму, розпочате 1573 року навколо існуючої церкви архітекторами Клаудіо де Арсін'єгою і Хуаном Мігелем де Агуеро, тривало до 1813 року. Протягом всього часу свого існування собор залишався найважливішим релігійним і державним центром. У 1864 році під час Другої Мексиканської імперії, імператор Максиміліан Габсбург й імператриця Шарлотта Бельгійська були короновані саме в цьому в соборі. У часи антирелігійної боротьби президента Плутарко Еліаса Кал'єса з 1926 по 1930 рік собор був закритий. У 1962 році пожежа знищила значну частину інтер'єру собору. Проте під час реставраційних робіт було виявлено низку невідомих раніше важливих історичних документів і творів мистецтва. У 2008 році дзвони собору били під час засідання Верховного суду Мексики з питання легалізації абортів, на знак протесту католицької архієпархії.

## Архітектура

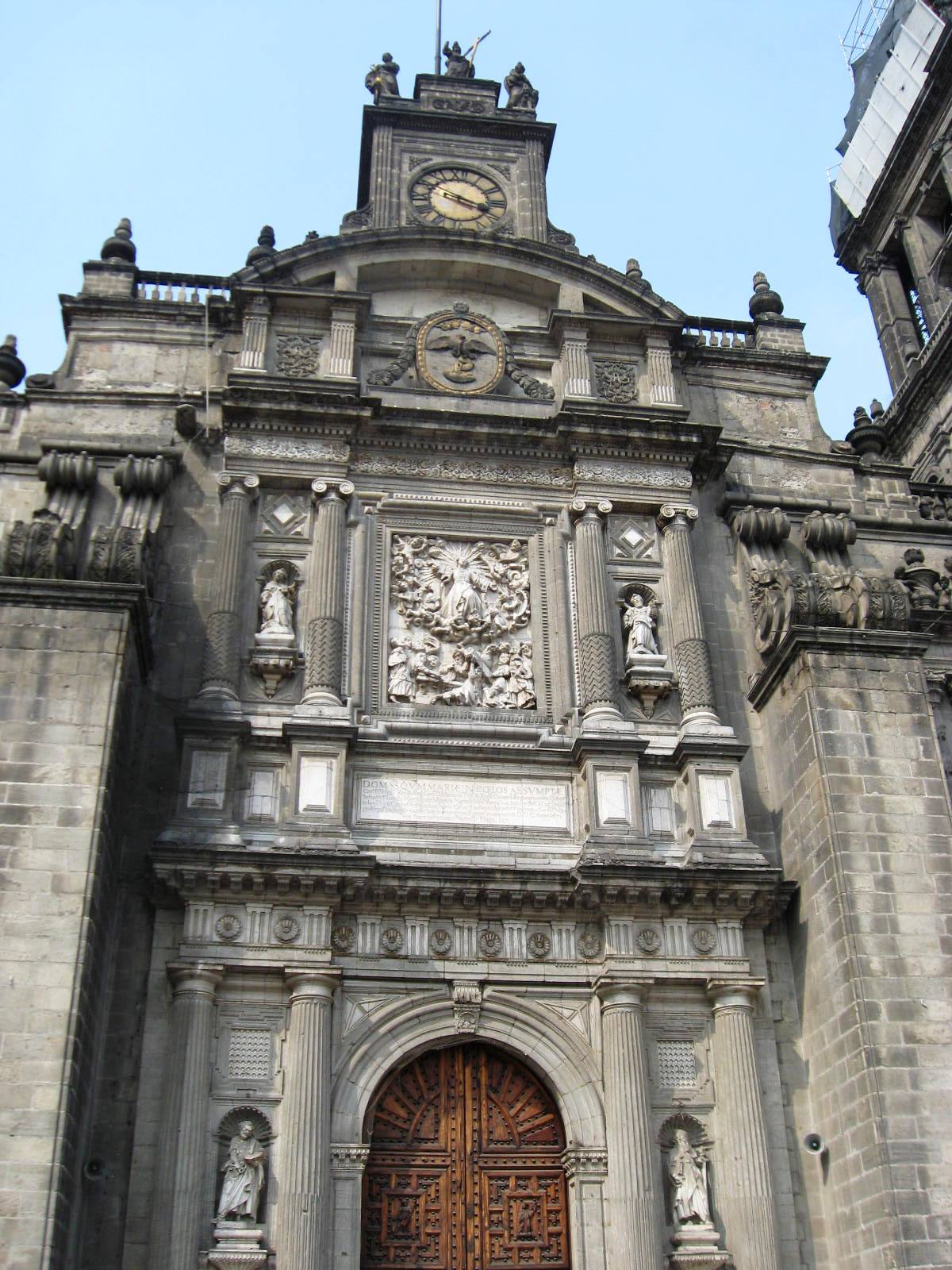
Головний портал собору з видом на годинник

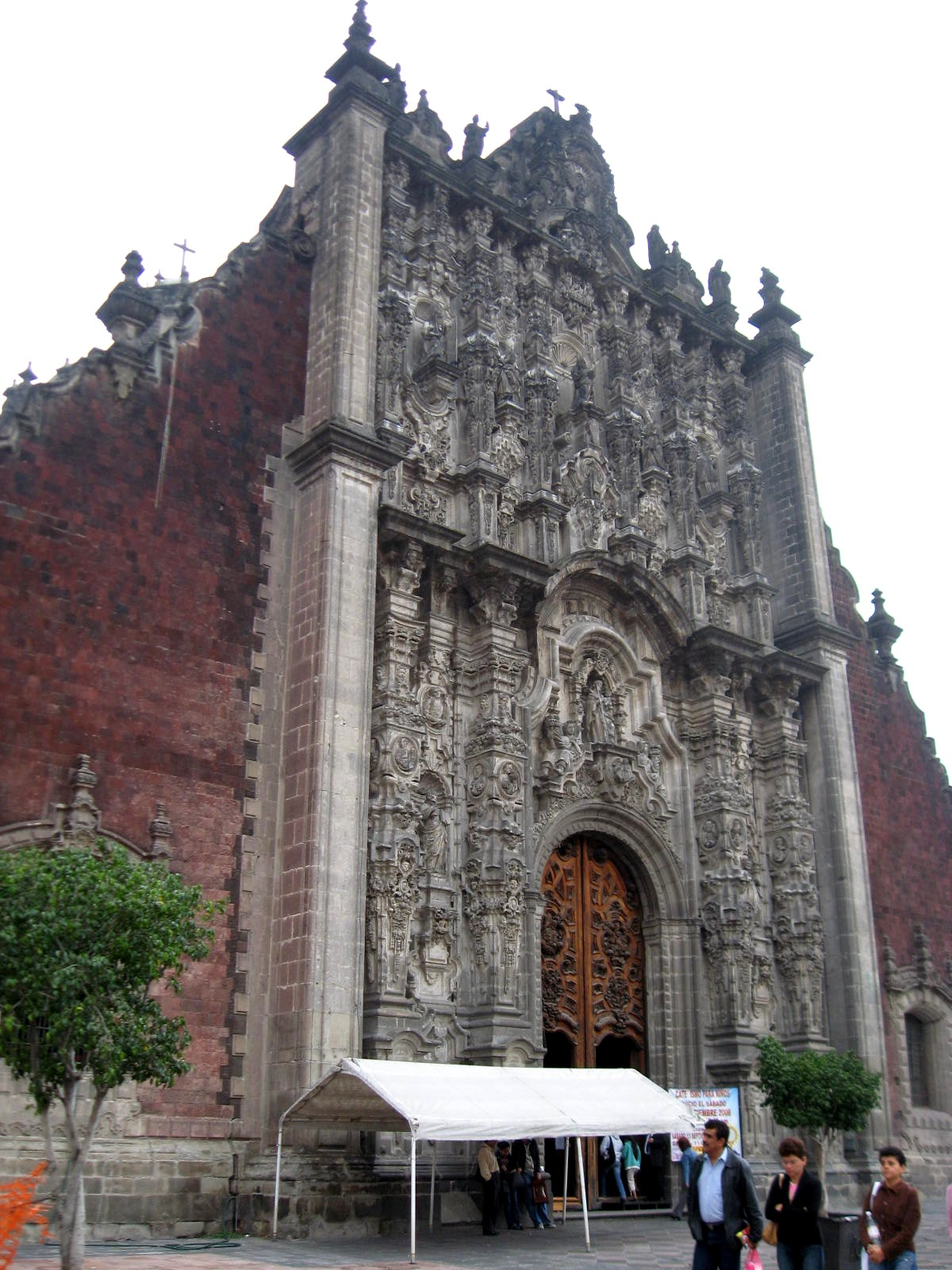
Вхід до скинії

Кафедральний Собор Успіння Пресвятої Богородиці в Мехіко є одним з чудових зразків колоніальної архітектури Нового Світу, що поєднує риси ренесансу, бароко і неокласицизму. Перших архітекторів собору надихали величні іспанські зразки, такі як собор святого Павла у Вальядоліді і кафедральний собор в Малазі.
Собор являє собою п'ятинавну базиліку з сірого каменю та граніту, що в плані має форму латинського хреста й увінчана масивним центральним куполом заввишки 65 метрів. Довжина центрального нефа собору — 110 метрів, ширина — 55 метрів; 51 звід підтримується 74 арками на 40 стовпах. Чотири фасади собору оздоблені багатими порталами в обрамленні колон і статуй.
Бароковий головний портал собору, що виходить на південь, — найвищий, — знаходиться в центрі головного фасаду. Тут ми побачимо скульптурні зображення апостолів Петра, Павла, Андрія Первозваного та Якова. Прямо над дверима знаходиться горельєф Успіння Діви Марії, якому присвячений собор. Вище розташовується різьблений герб Мексики — орел з розпростертими крилами. Над порталом здіймається башта з годинником, прикрашена статуями Віри, Надії і Любові скульптора Мануеля Тольса.
На двох 70-метрових баштах собору, розташованих ліворуч і праворуч від головного порталу, знаходиться 25 дзвонів (18 на східній та 7 на західній вежі). Найбільший дзвін, присвячений святій Марії Гваделупській, важить понад 13 тонн. З півдня до собору примикає будівля скинії Саграріо Метрополітано, побудованої в середині XVIII століття архітектором Лоренсо Родрігесом. Фасад скинії відрізняється особливою пишністю оздоблення. На тлі червоно-коричневого каменю яскраво виділяється велика кількість філігранних архітектурних деталей і скульптур, висічених зі світлого пісковику. Різьблені портали скинії нагадують своєю пишністю ретабло — рясно оздоблений католицький вівтарний образ.
Через те, що фундамент собору закладений на колишньому дні озера, за чотири з половиною століття собор дав нерівномірне осідання. Внаслідок тектонічних зсувів і падіння рівня ґрунтових вод, будівля опустилася в середньому на 3 метри нижче рівня площі. Величезні вежі осіли більше, ніж сама будівля собору, що спричинило викривлення фундаменту, помітне неозброєному оку. З цієї причини собор був навіть внесений Всесвітнім фондом пам'яток WMF до списку 100 пам'яток, котрі знаходяться під загрозою зникнення у найбільшій мірі. Однак відновлювальні роботи 90-х років XX століття стабілізували стан собору, і у 2000 році він залишив скорботний список.
Біля західної стіни собору щодня збирається невеликий ринок, де місцеві ремісники (теслі, скульптори, лютарі) виставляють свої витвори.

## Інтер'єр

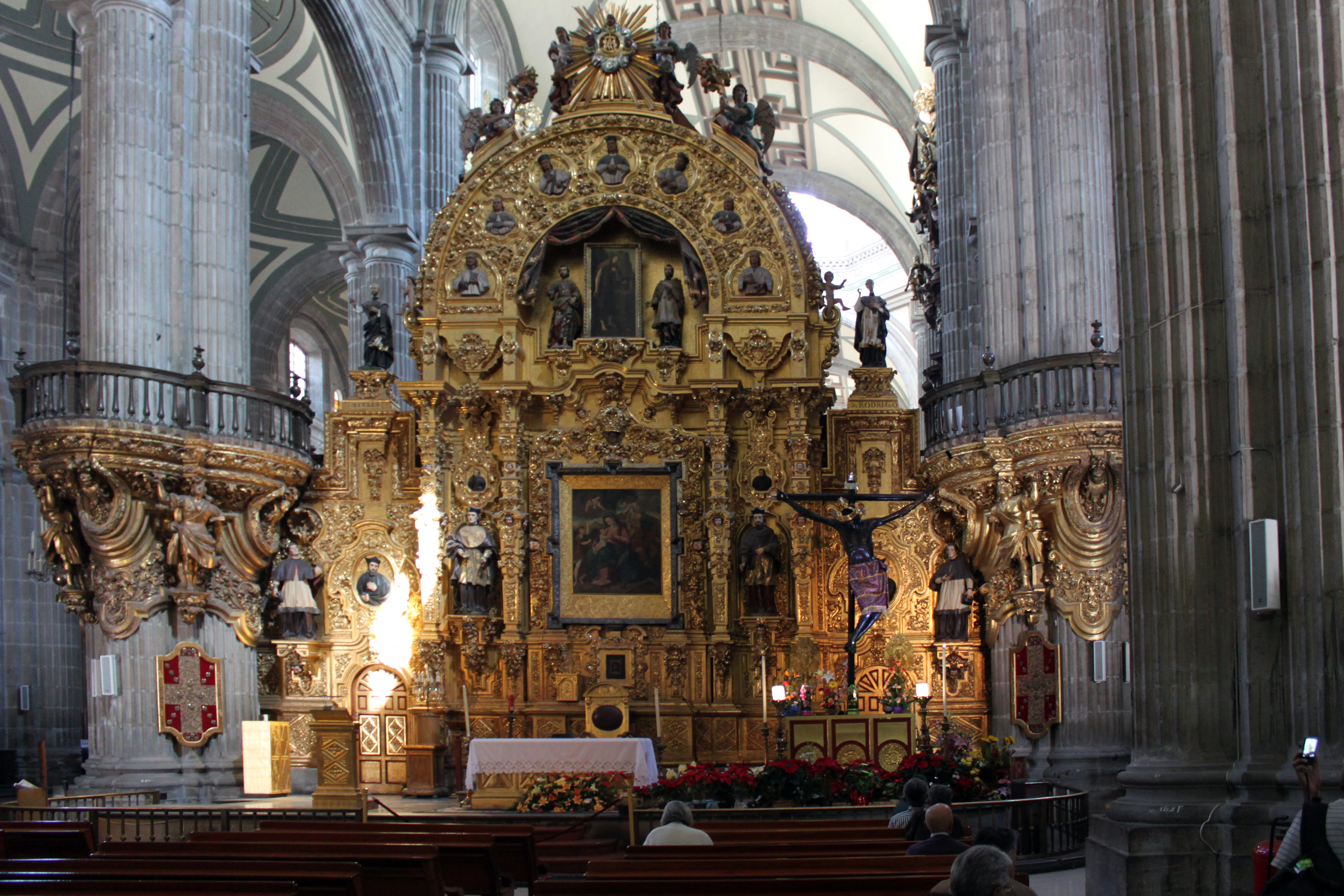
Вівтар Прощення

Інтер'єр собору виконаний в стилі іспанського ренесансу, вирізняється багатством і розкішшю. Стіни, колони і склепіння собору оздоблені золотом, перламутром, слоновою кісткою. З золотим оздобленням гармонують вітражі, які заливають собор яскраво-жовтим світлом. У соборі п'ять розкішних вівтарів, виконаних у стилі пізнього бароко. Головна святиня собору — Вівтар Прощення, виготовлений у XVII столітті Мануелем Тольса з мармуру, оніксу і золота. Служби перед цим вівтарем проводяться тільки у великі свята. Хор собору, створений наприкінці XVII століття Хуаном де Рохасом, прикрашають ряди різьблених крісел з фігурами святих, архангелів і священнослужителів з темного дерева. Два органи собору є найбільшими органами XVIII століття в Латинській Америці. У крипті — підземній усипальниці собору — в гробницях XVI–XVII століть спочивають єпископи Мехіко. І ще да 
Собор оточений шістнадцятьма капелами, чотирнадцять з них доступні для відвідування. Кожна капела присвячена одному зі святих; капели мають пишно оздоблений вівтар або ретабло, оформлені картинами, скульптурами, різьбленими меблями. Гордістю собору є розкішна Королівська капела, або капела Трьох Волхвів, з її різьбленим «ретабло Королів», виконаним різьбярем по дереву з Севільї Херонімо Бальбасом в першій половині XVIII століття.